# トマス・トレヴァー (初代トレヴァー男爵)
初代トレヴァー男爵トマス・トレヴァー（英語: Thomas Trevor, 1st Baron Trevor PC、1658年3月8日 - 1730年6月19日）はイギリスの裁判官、政治家。民訴裁判所主席裁判官、王璽尚書、枢密院議長を歴任した。

## 生涯
サー・ジョン・トレヴァー（1672年5月28日没）と妻ルース（Ruth、1687年12月3日埋葬、旧姓ハムデン（Hampden）、ジョン・ハムデンの娘）の次男として生まれ、1658年3月8日にセント・バーソロミュー・ザ・レスで洗礼を受けた。オックスフォードシャーのシルトンにある私立学校で教育を受けた後、1672年5月1日にインナー・テンプルに入学、1673年7月7日にオックスフォード大学クライスト・チャーチに進学した。1680年11月28日に弁護士資格免許を得た。
1683年5月16日にランカスター公領の勅選弁護士（KC）に任命され、1689年3月20日にメアリー2世の勅選弁護士に任命された。1692年5月2日に法務次官に任命され、同年10月21日に騎士爵に叙された。1695年6月8日には法務長官に昇進した。1701年7月5日に民訴裁判所主席裁判官に任命され、ほかにも枢密顧問官（1702年6月18日 - 1714年9月）、国璽尚書（1710年9月26日から10月19日まで）の職を得た。1712年1月1日、ブロムハムのトレヴァー男爵に叙された。
1707年12月1日、王立協会フェローに選出された。
1714年にジョージ1世が即位すると、ジャコバイト支持の疑いをかけられて職を解かれたが、1726年3月11日より王璽尚書および枢密顧問官に復帰した。このほか、チャーターハウス院長にも復帰した。1730年5月8日に王璽尚書から枢密院議長に転じた。
1730年6月19日に急死、7月1日にブロムハムで埋葬された。長男トマスが爵位を継承した。

## 家族
1690年6月5日、エリザベス・シアール（Elizabeth Searle、1672年ごろ – 1702年5月29日埋葬、ジョン・シアールの娘）と結婚した。
- トマス（1692年ごろ – 1753年3月22日） - 第2代トレヴァー男爵[1]
- ジョン（1695年8月27日洗礼 – 1764年9月27日） - 第3代トレヴァー男爵[1]

1704年9月25日、アン・バーナード（Anne Bernard、1670年ごろ – 1746年12月5日、ロバート・ウェルドンの娘、第3代準男爵サー・ロバート・バーナードの未亡人）と再婚した。
- ロバート（1706年2月18日 – 1783年） -  第4代トレヴァー男爵、初代ハムデン子爵[1][2]
- リチャード（英語版）（1707年 - 1771年） - 1744年から1752年までセント・デイヴィッズ主教（英語版）を務めた後、ダラム主教（英語版）を務めた[2]

## 関連図書
- Rigg, James McMullen (1899). "Trevor, Thomas (1658-1730)" . In Lee, Sidney (ed.). Dictionary of National Biography (英語). Vol. 57. London: Smith, Elder & Co. pp. 228–230.

| イングランド議会 (en)                            | イングランド議会 (en) | イングランド議会 (en)                            |
| ------------------------------------------------ | --- | ------------------------------------------------ |
| 先代 ジョージ・トレビー ジョン・ポレックスフェン | 庶民院議員（プリンプトン・アール選挙区選出） 1692年 - 1698年 同職：ジョン・ポレックスフェン 1692年 - 1695年 コートネー・クルッカー 1695年 - 1698年 | 次代 マーティン・ライダー コートネー・クルッカー |
| 先代 ヘンリー・ペラム トマス・ペラム             | 庶民院議員（ルイス選挙区選出） 1701年 同職：トマス・ペラム                                                                                         | 次代 ヘンリー・ペラム トマス・ペラム             |
| 司法職                                           | |                                                  |
| 先代 ジョン・サマーズ                            | 法務次官 1692年 - 1695年 | 次代 ジョン・ホールズ                            |
| 先代 エドワード・ウォード                        | 法務長官 1695年 - 1701年 | 次代 エドワード・ノーシー                        |
| 先代 ジョージ・トレビー                          | 民訴裁判所主席裁判官 1701年 - 1714年 | 次代 ピーター・キング                            |
| 公職                                             | |                                                  |
| 先代 キングストン＝アポン＝ハル公爵              | 王璽尚書 1726年 - 1730年 | 次代 ウィルミントン伯爵                          |
| 先代 デヴォンシャー公爵                          | 枢密院議長 1730年 | 次代 ウィルミントン伯爵                          |
| グレートブリテンの爵位                           | |                                                  |
| 爵位創設                                         | トレヴァー男爵 第2次創設 1712年 - 1730年 | 次代 トマス・トレヴァー                          |